# 42 Дракона b
42 Дракона b (42 Dra b, Орбитар) — экзопланета, расположенная на расстоянии около 315 световых лет от Солнца в направлении созвездия Дракона. Обращается вокруг звезды-гиганта спектрального класса K 5-й видимой звёздной величины 42 Дракона, период обращения составляет 479 дней, эксцентриситет равен 0,38. Планета была обнаружена методом лучевых скоростей 20 марта 2009 года.
После обнаружения планете присвоили обозначение 42 Дракона b. В июле 2014 года Международный астрономический союз инициировал проект присвоения собственных названий некоторым экзопланетам и звёздам, вокруг которых они обращаются. Проект подразумевал голосование за предложенные названия. В декабре 2015 года МАС объявил о победе названия Орбитар для данной планеты. Это название предложило Астрономическое общество Бреварда, округ Бревард, Флорида, США. Наименование Орбитар является выражением признательности за совершаемые NASA запуски космических аппаратов и проведение экспериментов на орбите.